# Plato bicolor
Plato bicolor är en spindelart som först beskrevs av Eugen von Keyserling 1886.  Plato bicolor ingår i släktet Plato och familjen strålspindlar. Inga underarter finns listade i Catalogue of Life.